# Musée d'ethnographie du Trocadéro
Musée d'ethnographie du Trocadéro (Muzeum etnografie v Trocadéru) bylo muzeum v Paříži. Nacházelo se v bývalém paláci Trocadéro v 16. obvodu. Muzeum se specializovalo na etnografii a v roce 1937 byly jeho sbírky převedeny do Musée de l'Homme a Musée national des arts et traditions populaires.

## Historie
Již na počátku 19. století zvažoval archeolog Edme François Jomard (1777-1862) založit etnografické muzeum. Od roku 1874 se Ernest Hamy (1842-1908), antropolog v Muséum national d'histoire naturelle se snažil o vytvoření muzea, které by shromažďovalo sbírky rozptýlené po různých muzeích, kabinetech a knihovnách. V roce 1878 bylo v rámci světové výstavy představeno Musée temporaire des missions ethnographiques (Dočasné muzeum etnografického poslání) v Palais de l'Industrie. Úspěch na výstavě vedl k rozhodnutí vytvořit stálé Muséum ethnographique des missions scientifiques (Etnografické muzeum vědeckého poslání) v Palais du Trocadéro. Ernest Hamy se stal jeho prvním ředitelem.
V roce 1935 byl palác Trocadéro zbořen kvůli výstavbě Palais de Chaillot pro světovou výstavu 1937. Muzeum bylo uzavřeno a v roce 1937 se přetvořilo v Musée de l'Homme (sbírky ze zahraničí) a v Musée national des arts et traditions populaires (francouzské sbírky).